# 梅尔罗斯 (马萨诸塞州)
梅尔罗斯（英語：Melrose）是位于美國马萨诸塞州米德尔塞克斯县的一座城市，屬於大波士顿都会区的一部分。2010年时的人口为26,983人。

## 市名由来

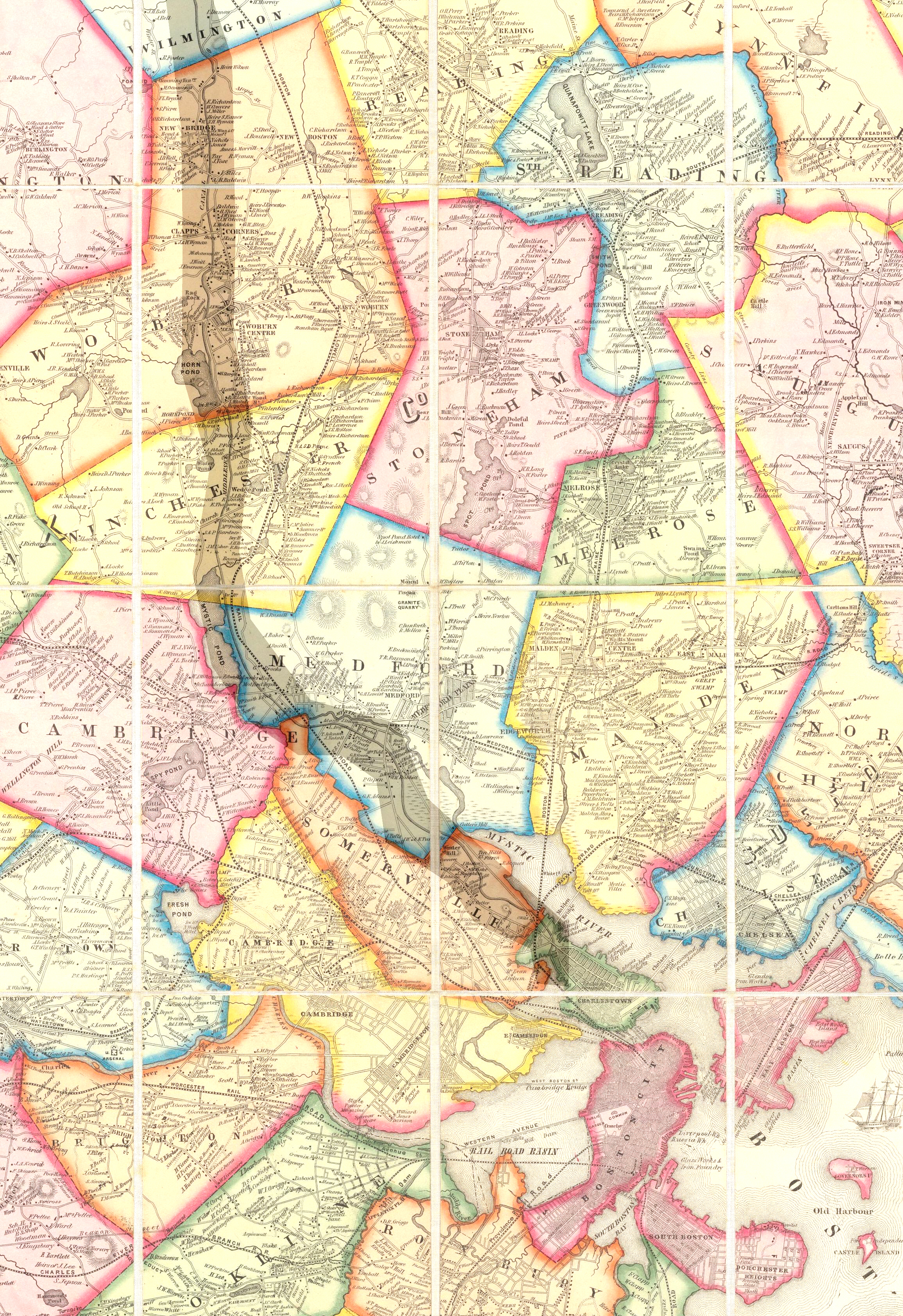
1852年的波士顿地图上的梅尔罗斯和铁路线

市名「梅尔罗斯」来自苏格兰的梅尔罗斯市。

## 地理
梅尔罗斯位于42°27′33″N 71°3′44″W / 42.45917°N 71.06222°W（42.459045, -71.062339）。
根据美国人口普查局数据，该城市的总面积为4.8平方英里（12平方），其中的 4.7平方英里（12平方） 是土地和 0.1平方英里（0.26平方）是水。这个城市最大的水体是艾尔湖，位于市中心，其他主要水体有斯温斯湖和市民湖，位于城东侧山高尔夫俱乐部附近。
梅尔罗斯大约位于波士顿以北7英里（11）。它接壤的四个城市和城镇是：麦登、索格斯、斯托纳姆和威克菲尔德。
出生在梅尔罗斯的作家伊丽莎白·乔治·斯奎尔这样描写她的家乡："梅尔罗斯是一个适合儿童成长的理想场所，附近的田和树林适合徒步和野餐，邻近波士顿，所以我们可以经常去观看影剧院表演和音乐会。"